# Aire urbaine de Pierrelatte
L'aire urbaine de Pierrelatte est une aire urbaine française centrée sur la ville de Pierrelatte.

## Données générales
D'après la définition qu'en donne l'INSEE, l'aire urbaine de Pierrelatte est composée de 1 commune, située dans la Drôme.
Le tableau suivant détaille la répartition de l'aire urbaine sur le département (les pourcentages s'entendent en proportion du département) :
| Département | Communes | Communes (%) | Superficie (km²) | Superficie (%) | Population (2015) | Population (%) |
| ----------- | -------- | ------------ | ---------------- | -------------- | ----------------- | -------------- |
| Drôme       | 1        | 0,3          | 49,56            | 0,8            | 13 105            | 2,6            |

## Composition
L'aire urbaine de Pierrelatte est composée d'une seule commune :
| Nom         | Code Insee | Statut | Superficie (km2) | Population (dernière pop. légale) | Densité (hab./km2) |
| ----------- | ---------- | ------ | ---------------- | --------------------------------- | ------------------ |
| Pierrelatte | 26235      |        | 49,56            | 13 909 (2022)                     | 281                |

## Évolution démographique
L'évolution démographique ci-dessous concerne l'aire urbaine selon le périmètre défini en 2010.
| 1968  | 1975  | 1982   | 1990   | 1999   | 2010   | 2015   |
| ----- | ----- | ------ | ------ | ------ | ------ | ------ |
| 9 757 | 9 816 | 11 596 | 11 770 | 11 943 | 13 026 | 13 105 |